# أليكس لومبارت
أليكس لومبارت (5 مايو 1990)، لاعب تنس محترف من بورتوريكو.
وصل إلى أعلى تصنيف فردي له في جولة ATP في 23 ديسمبر 2013 ، عندما أصبح المصنف العالمي 725. وصل إلى أعلى تصنيف له في الزوجي في 21 يوليو 2014 ، عندما أصبح المصنف 232 عالميًا. وهو عضو في فريق منتخب بورتوريكو لكأس ديفيز بعد أن سجل الرقم القياسي 15-7 في الفردي وسجل 6-5 في الزوجي في عشرين تعادلًا لعبت منذ عام 2007.
مثَّل لومبارت بورتوريكو في العديد من المسابقات الدولية. شارك مع مواطنه خوسيه بيردومو في منافسة الزوجي للرجال في ألعاب أمريكا الوسطى ومنطقة البحر الكاريبي 2010 [الإنجليزية] وفاز بالميدالية البرونزية. كما شارك مع مواطنته مونيكا بويغ في مسابقة الزوجي المختلط في ألعاب أمريكا الوسطى ومنطقة البحر الكاريبي 2010 وفاز بالميدالية البرونزية. مثل لومبارت بورتوريكو في ألعاب بان أمريكان للتنس عام 2011 [الإنجليزية]، ووصل إلى الدور الثاني في مسابقة فردي الرجال لكنه خسر في الجولة الأولى في منافسة الزوجي المختلط.
حصل على سبع مرات بطل فردي بورتوريكو (2008-2014).[بحاجة لمصدر]

## النهائيات
| الرقم | التاريخ         | الدورة  | الأرضية | الشريك          | المنافس في النهائي                     | النتيجة  |
| 1.    | سبتمبر 26, 2011 | المكسيك | صلبة    | مارسيلو أريفالو | خافيير هيريرا إيجيولز أمريت ناراسيمهان | 6–3, 6–0 |

## روابط خارجية
- أليكس لومبارت على موقع رابطة محترفي التنس (الإنجليزية)
- أليكس لومبارت على موقع الاتحاد الدولي لكرة المضرب (الإنجليزية)
- أليكس لومبارت على موقع كأس ديفيز (الإنجليزية)
- أليكس لومبارت على موقع خلاصة التنس.كوم (الإنجليزية)
- أليكس لومبارت على موقع إي إس بي إن.كوم (الإنجليزية)